# Deportes ecuestres en los Juegos Olímpicos
Los deportes ecuestres en los Juegos Olímpicos se realizan desde la edición de París 1900. Tras el Campeonato Mundial, es la máxima competición internacional de este deporte. Es organizado por el Comité Olímpico Internacional (COI), junto con la Federación Ecuestre Internacional (FEI).
Se realizan competiciones en tres disciplinas ecuestres: doma, salto de obstáculos y concurso completo, en las categorías individual y por equipos. Todas las pruebas son abiertas tanto para hombres como para mujeres.

## Historia
Las competiciones ecuestres fueron incluidas por primera vez en los Juegos Olímpicos de París 1900. En esa primera edición se realizaron tres pruebas en la disciplina de saltos: salto de obstáculos individual, salto alto y salto largo. Después de faltar este deporte en los siguientes dos Juegos, en la segunda aparición, en Estocolmo 1912, fueron incluidas las tres disciplinas que se disputan hasta la actualidad, doma, salto y concurso completo. Desde entonces el programa consta de seis pruebas: cada una de las tres disciplinas en las modalidades individual y por equipo; aunque en cuatro ediciones el programa varió ligeramente: de 1912 a 1924 y en 1960 no se realizó la prueba de doma por equipo, y en 1920 se compitió adicionalmente en la disciplina de volteo.
Hasta 1948 los jinetes tenían que tener formación militar. Fue a partir de 1952 que esta condición fue abolida y se permitió la participación de cualquier jinete y, por primera vez, de mujeres. Aunque en esa edición las mujeres solo podían competir en las pruebas de doma, en 1956 les fue permitido competir en salto de obstáculos y desde 1964 en las tres disciplinas.
En 1956 los Juegos fueron realizados en Melbourne (Australia), pero las leyes veterinarias vigentes en ese país hacían incompatible la celebración de las pruebas ecuestres. El COI decidió que estas se disputaran aparte, en la capital sueca.

## Ediciones
| Núm.  | Año  | Sede                          | Instalaciones |
| ----- | ---- | ----------------------------- | --- |
| I     | 1900 | París ( Francia)              | ND |
| –     | 1904 | San Luis ( Estados Unidos)    | No realizado |
| –     | 1908 | Londres ( Reino Unido)        | No realizado |
| II    | 1912 | Estocolmo ( Suecia)           | Lindarängen (concurso completo) Estadio Olímpico (doma y salto)                                                                                 |
| III   | 1920 | Amberes ( Bélgica)            | Country Club d'Hoogboom (concurso completo) Estadio Olímpico (doma y salto)                                                                     |
| IV    | 1924 | París ( Francia)              | Hipódromo de Auteuil (concurso completo) Estadio Olímpico Yves-du-Manoir (doma y salto)                                                         |
| V     | 1928 | Ámsterdam ( Países Bajos)     | Hilversum (doma y concurso completo) Estadio Olímpico (salto)                                                                                   |
| VI    | 1932 | Los Ángeles ( Estados Unidos) | Riviera Country Club (doma) Westchester (concurso completo) Estadio Olímpico (salto)                                                            |
| VII   | 1936 | Berlín ( Alemania)            | Maifeld (doma) Döberitz (concurso completo) Estadio Olímpico (salto)                                                                            |
| VIII  | 1948 | Londres ( Reino Unido)        | Estadio de Aldershot (doma y concurso completo) Estadio de Wembley (salto)                                                                      |
| IX    | 1952 | Helsinki ( Finlandia)         | Estadio Ecuestre de Ruskeasuo (doma) Laakso (concurso completo) Estadio Olímpico (salto)                                                        |
| X     | 1956 | Estocolmo ( Suecia)           | Estadio Olímpico |
| XI    | 1960 | Roma ( Italia)                | Plaza de Siena (doma y salto ind.) Pratoni del Vivaro (concurso completo) Estadio Olímpico (salto por equipos)                                  |
| XII   | 1964 | Tokio ( Japón)                | Parque Ecuestre (doma) Karuizawa (concurso completo) Estadio Olímpico (salto)                                                                   |
| XIII  | 1968 | Ciudad de México ( México)    | Campo Marte (doma y salto ind.) Club de Golf Avándaro (concurso completo) Estadio Olímpico de México (salto por equipos)                        |
| XIV   | 1972 | Múnich ( RFA)                 | Estadio Olímpico Ecuestre de Riem (salto ind. y concurso completo) Palacio de Nymphenburg (doma) Estadio Olímpico de Múnich (salto por equipos) |
| XV    | 1976 | Montreal ( Canadá)            | Centro Olímpico Ecuestre (doma y concurso completo) Estadio Olímpico de Montreal (salto)                                                        |
| XVI   | 1980 | Moscú ( URSS)                 | Complejo Ecuestre de Bitsa (doma y concurso completo) Estadio Olímpico Luzhnikí (salto)                                                         |
| XVII  | 1984 | Los Ángeles ( Estados Unidos) | Santa Anita Park (doma y salto) Fairbanks Ranch Country Club (concurso completo)                                                                |
| XVIII | 1988 | Seúl ( Corea del Sur)         | Parque Ecuestre de Seúl |
| XIX   | 1992 | Barcelona ( España)           | Real Club de Polo (doma y salto) Club Hípico El Montanyà (concurso completo)                                                                    |
| XX    | 1996 | Atlanta ( Estados Unidos)     | Parque Ecuestre Internacional de Georgia |
| XXI   | 2000 | Sídney ( Australia)           | Centro Ecuestre Internacional |
| XXII  | 2004 | Atenas ( Grecia)              | Centro Olímpico Ecuestre Markopulo |
| XXIII | 2008 | Hong Kong ( China)            | Centro Ecuestre de Shatin |
| XXIV  | 2012 | Londres ( Reino Unido)        | Greenwich Park |
| XXIV  | 2016 | Río de Janeiro ( Brasil)      | Centro Olímpico de Hípica |
| XXVI  | 2020 | Tokio ( Japón)                | Parque Ecuestre (doma y salto) Bosque de Mar (concurso completo)                                                                                |
| XXVII | 2024 | París ( Francia)              | Palacio de Versalles |

## Medallero
- Actualizado a París 2024.

| Núm. | País            | Oro | Plata | Bronce | Total |
| ---- | --------------- | --- | ----- | ------ | ----- |
| 1    | Alemania        | 48  | 25    | 27     | 100   |
| 2    | Suecia          | 18  | 13    | 14     | 45    |
| 3    | Reino Unido     | 15  | 12    | 18     | 45    |
| 4    | Francia         | 14  | 14    | 12     | 40    |
| 5    | Estados Unidos  | 11  | 24    | 20     | 55    |
| 6    | Países Bajos    | 10  | 13    | 5      | 28    |
| 7    | Italia          | 7   | 9     | 7      | 23    |
| 8    | Australia       | 6   | 5     | 4      | 15    |
| 8    | Unión Soviética | 6   | 5     | 4      | 15    |
| 10   | Suiza           | 5   | 11    | 8      | 24    |
| 11   | Bélgica         | 4   | 2     | 7      | 13    |
| 12   | Nueva Zelanda   | 3   | 2     | 5      | 10    |
| 13   | Canadá          | 2   | 2     | 3      | 7     |
| 14   | México          | 2   | 1     | 4      | 7     |
| 15   | Polonia         | 1   | 3     | 2      | 6     |
| 16   | España          | 1   | 2     | 1      | 4     |
| 17   | Austria         | 1   | 1     | 1      | 3     |
| 18   | Brasil          | 1   | 0     | 2      | 3     |
| 19   | Japón           | 1   | 0     | 1      | 2     |
| 20   | Checoslovaquia  | 1   | 0     | 0      | 1     |
| 21   | Dinamarca       | 0   | 5     | 2      | 7     |
| 22   | Chile           | 0   | 2     | 0      | 2     |
| 23   | Rumania         | 0   | 1     | 1      | 2     |
| 24   | Argentina       | 0   | 1     | 0      | 1     |
| 24   | Bulgaria        | 0   | 1     | 0      | 1     |
| 24   | Noruega         | 0   | 1     | 0      | 1     |
| 27   | Portugal        | 0   | 0     | 3      | 3     |
| 28   | Arabia Saudita  | 0   | 0     | 2      | 2     |
| 29   | Hungría         | 0   | 0     | 1      | 1     |
| 29   | Irlanda         | 0   | 0     | 1      | 1     |
|      | TOTAL           | 157 | 155   | 155    | 467   |

1. ↑  Incluye las medallas obtenidas por el Equipo Alemán Unificado y la RFA entre 1949 y 1990.

## Jinetes con más medallas
- Actualizado hasta París 2024.

| Núm. | Nombre                       | País           | Disc. | Años      | Oro | Plata | Bronce | Total |
| ---- | ---------------------------- | -------------- | ----- | --------- | --- | ----- | ------ | ----- |
| 1    | Isabell Werth                | Alemania       | D     | 1992–2024 | 8   | 6     | 0      | 14    |
| 2    | Reiner Klimke                | RFA            | D     | 1964–1988 | 6   | 0     | 2      | 8     |
| 3    | Hans Günter Winkler          | RFA            | S     | 1956–1976 | 5   | 1     | 1      | 7     |
| 4    | Charles Pahud de Mortanges   | Países Bajos   | C     | 1924–1932 | 4   | 1     | 0      | 5     |
| 4    | Michael Jung                 | Alemania       | C     | 2012–2024 | 4   | 1     | 0      | 5     |
| 6    | Ludger Beerbaum              | RFA/ Alemania  | S     | 1988–2016 | 4   | 0     | 1      | 5     |
| 7    | Henri Saint Cyr              | Suecia         | D     | 1952–1956 | 4   | 0     | 0      | 4     |
| 7    | Nicole Uphoff                | RFA/ Alemania  | D     | 1988–1992 | 4   | 0     | 0      | 4     |
| 7    | Jessica von Bredow-Werndl    | Alemania       | D     | 2020–2024 | 4   | 0     | 0      | 4     |
| 10   | Anky van Grunsven            | Países Bajos   | D     | 1992–2012 | 3   | 5     | 1      | 9     |
| 11   | Andrew Hoy                   | Australia      | C     | 1992–2020 | 3   | 2     | 1      | 6     |
| 12   | Charlotte Dujardin           | Reino Unido    | D     | 2012–2020 | 3   | 1     | 2      | 6     |
| 13   | Adolf van der Voort van Zijp | Países Bajos   | C     | 1924–1928 | 3   | 0     | 0      | 3     |
| 13   | Richard Meade                | Reino Unido    | C     | 1968–1972 | 3   | 0     | 0      | 3     |
| 13   | Monica Theodorescu           | RFA/ Alemania  | D     | 1988–1992 | 3   | 0     | 0      | 3     |
| 13   | Matthew Ryan                 | Australia      | C     | 1992–2000 | 3   | 0     | 0      | 3     |
| 17   | Earl Foster Thomson          | Estados Unidos | C/D   | 1932–1958 | 2   | 3     | 0      | 5     |
| 17   | McLain Ward                  | Estados Unidos | C     | 2004–2024 | 2   | 3     | 0      | 5     |
| 19   | Josef Neckermann             | RFA            | D     | 1960–1972 | 2   | 2     | 2      | 6     |
| 20   | André Jousseaume             | Francia        | D     | 1932–1952 | 2   | 2     | 1      | 5     |
| 20   | Liselott Linsenhoff          | RFA            | D     | 1956–1972 | 2   | 2     | 1      | 5     |
| 22   | Pierre Jonquères d'Oriola    | Francia        | S     | 1952–1968 | 2   | 2     | 0      | 4     |
| 22   | Harry Boldt                  | RFA            | D     | 1964–1976 | 2   | 2     | 0      | 4     |
| 22   | Bruce Davidson               | Estados Unidos | C     | 1972–1996 | 2   | 2     | 0      | 4     |
| 25   | Laura Collett                | Reino Unido    | C     | 2020–2024 | 2   | 0     | 1      | 3     |